# Distretto di Thung Song
Il distretto di Thung Song (in thailandese: ทุ่งสง) è un distretto (amphoe) della Thailandia, situato nella provincia di Nakhon Si Thammarat.